# Eisenbahnunfall von Herrsching
Der Eisenbahnunfall von Herrsching am 19. Juni 1951 war ein besonders schwerer Eisenbahnunfall an einem Bahnübergang auf der Bahnstrecke München-Pasing–Herrsching bei Herrsching am Ammersee. 16 Menschen starben.

## Ausgangslage
Eine Gruppe von 22 Fratres des Jesuiten-Ordens aus Pullach hatte sich am frühen Morgen des Tages zu einer Wallfahrt zum Kloster Andechs aufgemacht, dort die Messe gefeiert und war dann zum Mittagessen an den Pilsensee gefahren. Sie waren in einem Lkw eines ortsansässigen Fuhrunternehmers in Begleitung eines Paters unterwegs. Der LKW war mit auf der Ladefläche aufgestellten Sitzbänken provisorisch für den Personentransport hergerichtet, was damals häufig praktiziert wurde. Neben den Ordensleuten war noch der Fahrer auf dem Fahrzeug.
Auf dem Rückweg mussten sie die Bahnstrecke München-Pasing–Herrsching auf einem Feldweg kreuzen. Dieser hatte einen Bahnübergang und lag unmittelbar nach einer für den Triebfahrzeugführer sowie Nutzer des Übergangs wegen dichten Gebüschs nur schlecht auf etwa 100 bis 120 Meter einsehbaren Kurve. Gesichert war er durch eine selbst zu betätigende Anrufschranke, deren Bedienung für Nutzer des Übergangs auf einer Hinweistafel erläutert wurde. Danach musste derjenige, der den Bahnübergang nutzen wollte, den Fahrdienstleiter anrufen. Wenn der den Weg frei gab, musste der Nutzer die Schranke selbst öffnen, den Bahnübergang queren und die Schranke anschließend hinter sich wieder schließen. 1950 war diese Art der Sicherung von einer Kommission geprüft und nicht beanstandet worden. Man war bei der Prüfung davon ausgegangen, dass der Überweg nur von wenigen ortskundigen Anwohnern genutzt wird, diese über die Bedienung der Schranke gut informiert seien und die Vorschriften zur Bedienung der Schranke einhalten würden.
Der Personenzug 3461 nach Herrsching war im davor liegenden Bahnhof Seefeld-Hechendorf um 16:29 Uhr abgefahren und erreichte kurz darauf den Bahnübergang. Er wurde von einer Elektrolokomotive der Baureihe E 44 gezogen.

## Unfallhergang
Ein unbekannter Nutzer des Bahnübergangs hatte die Schranke hinter sich nicht wieder geschlossen. Der Lkw fuhr zunächst die Bahnstrecke entlang und bog nach etwa 100 Metern ab, um sie zu queren und fuhr deshalb nur sehr langsam. Der mit den örtlichen Verhältnissen nicht vertraute Fahrer des Lkw sah die offenen Schranken und ging deshalb davon aus, dass der Übergang gefahrlos passiert werde könne. Er fuhr also mit etwa 10 km/h auf den Übergang. Im gleichen Moment kam der Zug mit etwa 75 km/h aus der Kurve. Zwar gab der Lokomotivführer noch ein Warnsignal ab und leitete eine Schnellbremsung ein. Auch gab der Fahrer des Lkw noch Gas. Aber die Kollision war nicht mehr zu verhindern. Der Zug traf den hinteren Teil des Lkw, riss das Fahrzeug noch eine Strecke mit und kam erst nach 100 Metern zum Stehen. Der Lkw wurde zur Seite geschleudert, überschlug sich und bleib auf dem Dach des Führerhauses in einem Graben neben dem Gleiskörper liegen.

## Folgen
16 Fratres starben, darunter ein Brite, 6 wurden darüber hinaus verletzt. Sie wurden in die Krankenhäuser in Seefeld und Herrsching gebracht. Der in Führerhaus mitfahrende Pater und der LKW-Fahrer erlitten ebenfalls Verletzungen.
Die Beisetzung der Verstorbenen fand am 22. Juni in Pullach statt. Das Requiem zelebrierte der Erzbischof von München und Freising, Kardinal Michael von Faulhaber.
Die juristische Aufarbeitung des Unfalls erwies sich als kompliziert. Angeklagt wurden einige für die Sicherungsanlagen der Eisenbahninfrastruktur verantwortliche Beamte der Deutschen Bundesbahn. Das Verfahren durchlief zwei Revisionen beim Bundesgerichtshof, bis 1956 ein Urteil rechtskräftig wurde. Letztendlich erhielten zwei Beamte der Kontrollkommission, die die Sicherung des Bahnübergangs bei einer Betriebsprüfung 1950 nicht beanstandet hatten, mehrmonatige Freiheitsstrafen auf Bewährung. Die DEVK warb 1954 unter Bezugnahme auf die Gerichtsverfahren unter den Eisenbahnern für den Abschluss einer Berufshaftpflichtversicherung.
Der Bahnübergang wurde nach dem Unfall geschlossen und beseitigt.